# Hirsutophilie

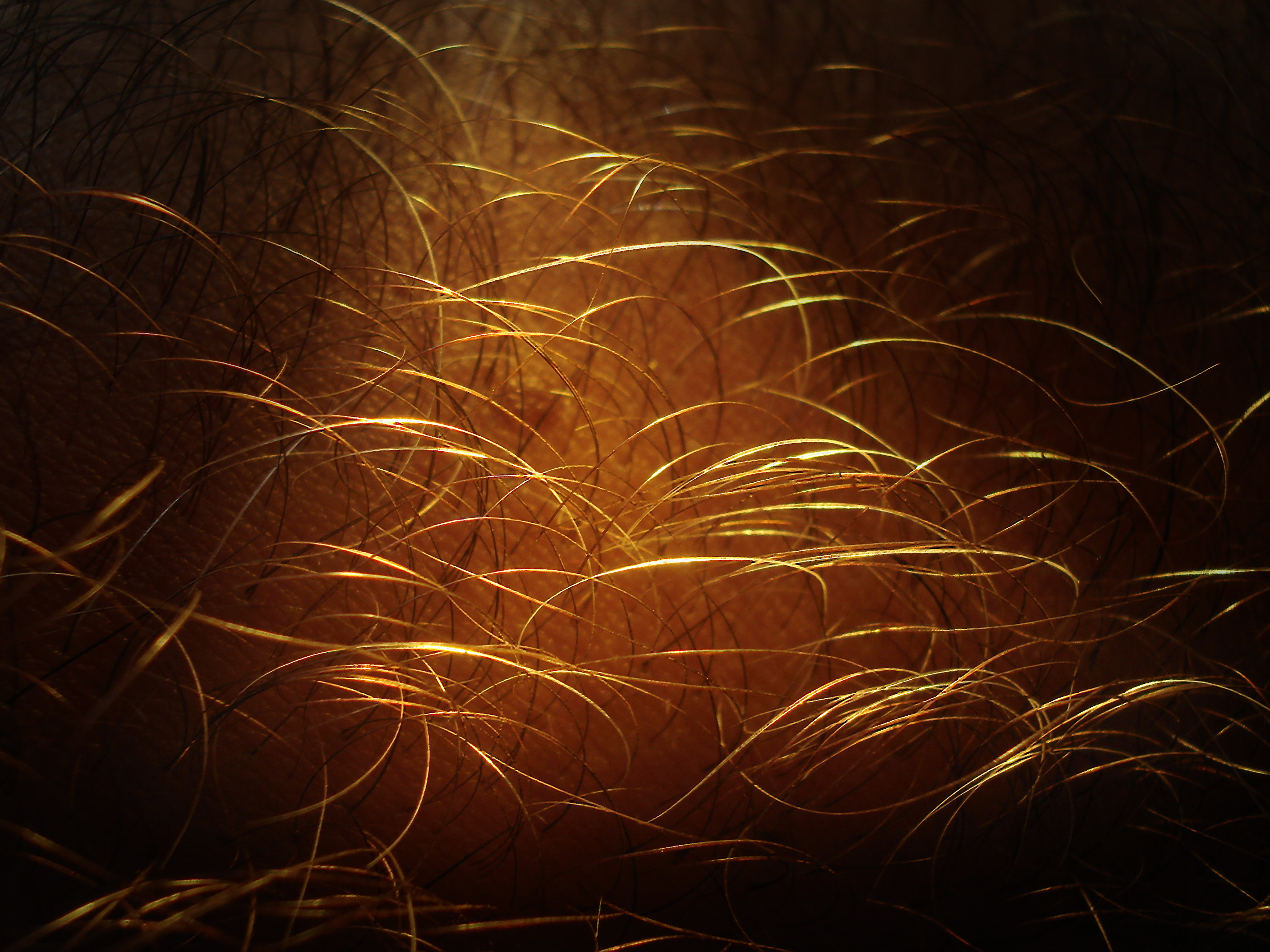
Poils humains

Vous pouvez aider à l'améliorer ou bien discuter des problèmes sur sa page de discussion.
- Il ne cite pas suffisamment ses sources. Vous pouvez indiquer les passages à sourcer avec {{référence nécessaire}} ou {{Référence souhaitée}}, et inclure les références utiles en les liant aux notes de bas de page. (Marqué depuis juillet 2025)
- Il est orphelin : moins de trois articles lui sont liés. Aidez à ajouter des liens en plaçant le code [[Hirsutophilie]] dans les articles relatifs au sujet. (Marqué depuis juillet 2025)

- Archive Wikiwix
- Bing
- Cairn
- DuckDuckGo
- E. Universalis
- Gallica
- Google
- G. Books
- G. News
- G. Scholar
- Persée
- Qwant
- (zh) Baidu
- (ru) Yandex
- (wd) trouver des œuvres sur Wikidata

L'hirsutophilie (terme tiré du latin hirsutus, hirsute, velu, et du grec φυλία, amour) est une paraphilie qui se définit comme une attirance sexuelle pour les poils du corps. Dans ce type de fétichisme, l'excitation érotique est plus particulièrement provoquée par la pilosité du torse masculin.
Une étude portant sur 381 groupes de discussion en ligne consacrés aux fétichismes, estime que les préférences sexuelles pour les poils corporels, incluant l'hirsutophilie comme classification sexologique, représentent moins de 1 % des cas recensés parmi les fétichismes liés aux parties du corps.